# Tricholoma columbetta
Tricholoma columbetta (Fr.) P. Kumm., Führer Pilzk.: 131 (1871), è un buon fungo commestibile appartenente alla famiglia delle Tricholomataceae.

## Tassonomia
La specie fu inizialmente descritta nel 1821 come Agaricus columbetta dallo svedese Elias Magnus Fries nella sua monumentale opera micologica Systema mycologicum.
Nel 1871 Paul Kummer lo posizionò nel genere Tricholoma, assegnandolo alla sezione Albata.

## Descrizione della specie
Cappello
Da campanulato o convesso a spianato, spesso umbonato, carnoso, margine molto ondulato, cuticola facilmente separabile, viscido a tempo umido e setoso se asciutto, da 6 a 10 cm di diametro, di colore bianco-candido, talvolta il centro macchiato di vari colori.
Lamelle
Fitte, ineguali, basse, erose presso il gambo, leggermente seghettate, di colore bianco.
Gambo
Cilindrico, talvolta assottigliato alla base, spesso ricurvo, fibroso, pieno; di colore bianco con zone verde o blu o più raramente rossastre al piede.
Carne
Soda nel cappello, molto fibrosa nel gambo, di colore bianco-candido, immutabile.
- Odore: tenue, vagamente di farina.
- Sapore: dolciastro con retrogusto leggermente piccante.

Spore
5-7 x 4-5 µm, bianche in massa, ellittiche lisce, non amiloidi.

## Habitat
Fungo comune ma non abbondante, in vari tipi di bosco di latifoglie, da agosto a novembre, su terreno siliceo.

## Commestibilità
Buona.

## Specie simili
È difficile confonderlo con specie tossiche, se si osservano le caratteristiche che lo contraddistinguono; infatti la presenza della tipica macchia blu-verde alla base del gambo, la mancanza di odore forte ed il gusto piccante dovrebbe evitare la confusione con Tricholoma album.

La mancanza di anello e volva evitano la confusione con funghi tossici di altri generi (Amanite, ecc.).

## Etimologia
Da columbetta = piccola colomba, per il colore bianco assomigliante a quello di certe colombe.

## Nomi comuni
- Colombetta
- Columbina bianca (Campania)

## Sinonimi e binomi obsoleti
- Agaricus columbetta Fr., Systema mycologicum (Lundae) 1: 44 (1821)